# Francisco Ramón Alonso Solórzano
Francisco Ramón Alonso Solórzano, más conocido como Pachi (18 de febrero de 1966-27 de enero de 2010) fue un futbolista, futsalista y entrenador español.

## Trayectoria
Nacido en Madrid, se inició en el mundo del fútbol-sala, fichado por el Interviú y llegando a ser internacional con la selección española. A la vez, entró en el Real Madrid Aficionados en 1985.
A partir de la temporada 86/87 sube al Real Madrid B, de Segunda División, donde disputó cuatro temporadas. En la última marcó seis goles en 34 partidos. Esto le posibilitó su fichaje por el Real Valladolid, con quien debutó en primera división. Disputó 19 partidos con los vallisoletanos entre 1990 y 1992.
Posteriormente retornó a las pistas de fútbol sala. Retirado como jugador, regresó al Real Madrid como técnico de categorías inferiores. El 27 de enero de 2010 falleció a causa de una enfermedad cardíaca.